# 400 meter häck för damer i friidrott vid olympiska sommarspelen 2012

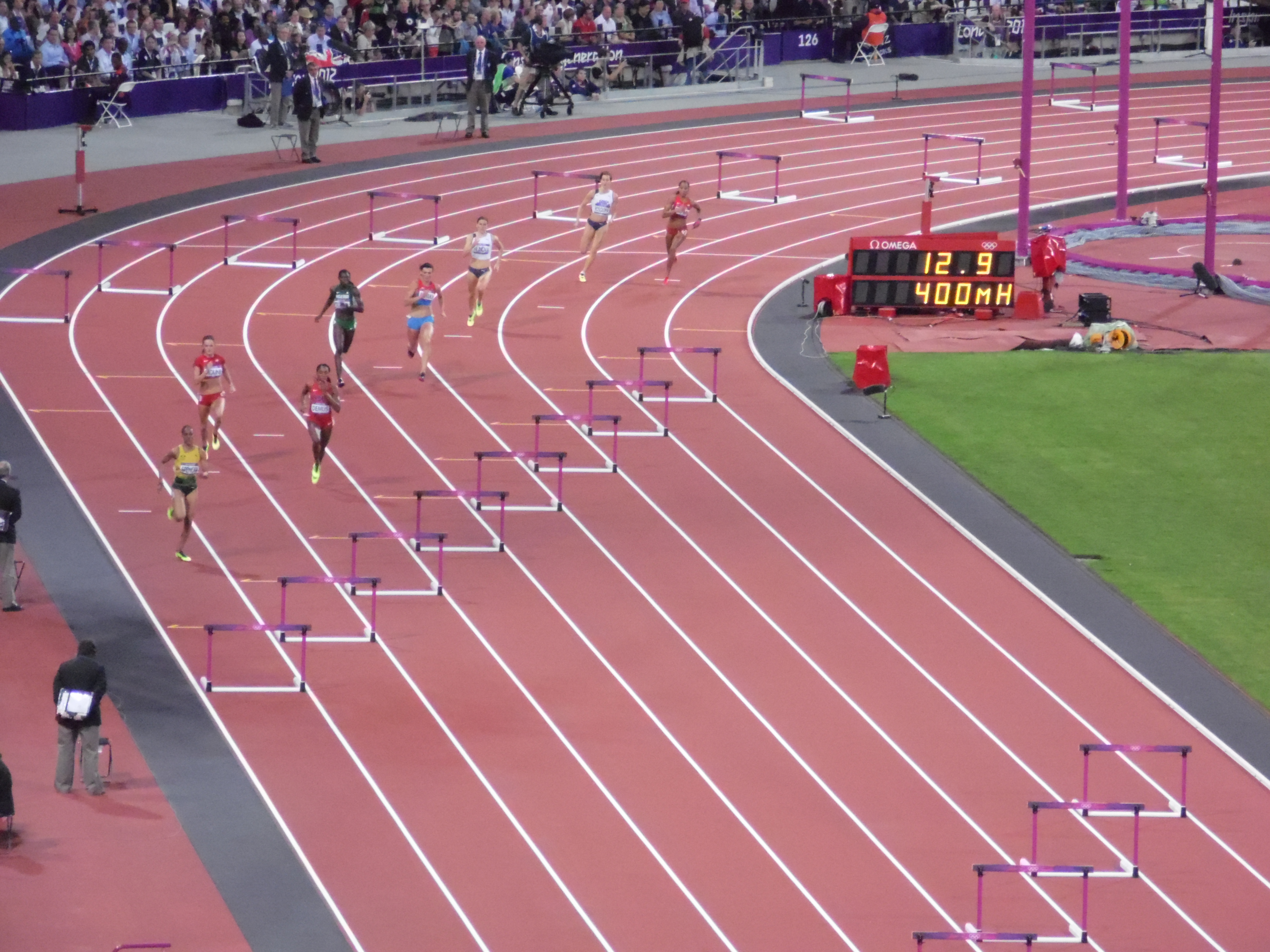
400 meter häck, damer. Löpare från vänster till höger: Kaliese Spencer, Georganne Moline, Lashinda Demus, Muizat Ajoke Odumosu, Natalya Antyukh, Zuzana Hejnova, Denisa Rosolova, T'erea Brown

Damernas 400 meter häck vid olympiska sommarspelen 2012, i London i Storbritannien avgjordes den femte, sjätte och åttonde augusti på Londons Olympiastadion. Tävlingen inleddes med en försöksomgång där alla deltagare försökte kvalificera sig till det efterföljande steget i tävlingen. Efter försöksomgången hölls semifinaler och till sist finalen där 8 idrottare deltog. Melaine Walker från Jamaica var regerande mästare efter att segern Peking 2008 där hon vann finalen.

## Medaljörer
| Event          | Guld                     | Guld                     | Silver             | Silver             | Brons                   | Brons                   |
| 400 meter häck | Natalja Antiuch Ryssland | Natalja Antiuch Ryssland | Lashinda Demus USA | Lashinda Demus USA | Zuzana Hejnová Tjeckien | Zuzana Hejnová Tjeckien |

## Rekord
Före tävlingarna gällde dessa rekord:
| Världsrekord (WR)     | Julija Petjonkina (RUS) | 52,34         | Tula, Ryssland | 8 augusti 2003  | [ 4 ] |
| Olympiskt rekord (OR) | Melaine Walker (JAM)    | 52,64         | Beijing, Kina  | 20 augusti 2008 | [ 5 ] |
| Världsårsbästa (WL)   | ej fastställt           | ej fastställt | ej fastställt  | ej fastställt   |       |

## Program
Tider anges i lokal tid, det vill säga västeuropeisk sommartid (UTC+1).
5 augusti
- 19:00 – Försök

6 augusti
- 20:15 – Semifinal

8 augusti
- 20:45 – Final

## Resultat
- Q innebär avancemang utifrån placering i heatet.
- q innebär avancemang utifrån total placering.
- DNS innebär att personen inte startade.
- DNF innebär att personen inte fullföljde.
- DQ innebär diskvalificering.
- NR innebär nationellt rekord.
- OR innebär olympiskt rekord.
- WR innebär världsrekord.
- WJR innebär världsrekord för juniorer
- AR innebär världsdelsrekord (area record)
- PB innebär personligt rekord.
- SB innebär säsongsbästa.

### Försöksomgång
Den inledande försöksomgången ägde rum den 5 augusti.

#### Heat 1
| Placering | Idrottare             | Nation         | Tid     | Noteringar |
| --------- | --------------------- | -------------- | ------- | ---------- |
| 1         | Zuzana Hejnová        | Tjeckien       | 53,96   | Q, SB      |
| 2         | T'erea Brown          | USA            | 54.72   | Q, PB      |
| 3         | Eilidh Child          | Storbritannien | 56.14   | Q          |
| 4         | Sarah Wells           | Kanada         | 56.47   | Q          |
| 5         | Eglė Staišiūnaitė     | Litauen        | 57.79   |            |
| 6         | Tatjana Azarova       | Kazakstan      | 58.53   |            |
| 7         | Maureen Jelagat Maiyo | Kenya          | 1.02,16 |            |
| –         | Vanja Stambolova      | Bulgarien      | DNF     |            |

#### Heat 2
| Placering | Idrottare             | Nation     | Tid     | Noteringar |
| --------- | --------------------- | ---------- | ------- | ---------- |
| 1         | Natalja Antiuch       | Ryssland   | 53,90   | Q          |
| 2         | Kaliese Spencer       | Jamaica    | 54.02   | Q          |
| 3         | Muizat Ajoke Odumosu  | Nigeria    | 54.93   | Q          |
| 4         | Anna Jesień           | Polen      | 55.44   | Q, SB      |
| 5         | Lauren Boden          | Australien | 56.27   | q          |
| 6         | Raasin McIntosh       | Liberia    | 57.39   |            |
| 7         | Natalja Asanova       | Uzbekistan | 58.05   |            |
| 8         | Noraseela Mohd Khalid | Malaysia   | 1.00,16 |            |
| –         | Ghfran Almouhamad     | Syrien     | DSQ     |            |

#### Heat 3
| Placering | Idrottare         | Nation   | Tid   | Noteringar |
| --------- | ----------------- | -------- | ----- | ---------- |
| 1         | Lashinda Demus    | USA      | 54,60 | Q          |
| 2         | Hanna Titimets    | Ukraina  | 55.08 | Q          |
| 3         | Vera Barbosa      | Portugal | 55.22 | Q, NR      |
| 4         | Jelena Tjurakova  | Ryssland | 55.26 | Q          |
| 5         | Denisa Rosolová   | Tjeckien | 55.42 | q          |
| 6         | Sara Petersen     | Danmark  | 56.01 | q          |
| 7         | Lucy Jaramillo    | Ecuador  | 57.74 |            |
| 8         | Princesa Oliveros | Colombia | 58.95 |            |

#### Heat 4
| Placering | Idrottare        | Nation              | Tid   | Noteringar |
| --------- | ---------------- | ------------------- | ----- | ---------- |
| 1         | Georganne Moline | USA                 | 54,31 | Q, PB      |
| 2         | Nickiesha Wilson | Jamaica             | 55.53 | Q          |
| 3         | Irina Davidova   | Ryssland            | 55.55 | Q          |
| 4         | Élodie Ouédraogo | Belgien             | 55.89 | Q          |
| 5         | Angela Moroșanu  | Rumänien            | 56.64 |            |
| 6         | Sharolyn Scott   | Costa Rica          | 57.03 |            |
| 7         | Janeil Bellille  | Trinidad och Tobago | 57.27 |            |
| 8         | Nikolina Horvat  | Kroatien            | 58.49 |            |
| –         | Nagihan Karadere | Turkiet             | DSQ   |            |

#### Heat 5
| Placering | Idrottare                | Nation         | Tid   | Noteringar |
| --------- | ------------------------ | -------------- | ----- | ---------- |
| 1         | Perri Shakes-Drayton     | Storbritannien | 54,62 | Q          |
| 2         | Melaine Walker           | Jamaica        | 54.78 | Q          |
| 3         | Hanna Jarosjtjuk         | Ukraina        | 54.81 | Q          |
| 4         | Hayat Lambarki           | Marocko        | 55.58 | Q          |
| 5         | Satomi Kubokura          | Japan          | 55.85 | q, SB      |
| 6         | Xiaoxiao Huang           | Kina           | 56.29 |            |
| 7         | Déborah Rodríguez        | Uruguay        | 57.04 | NR         |
| 8         | Jailma de Lima           | Brasilien      | 57.05 |            |
| 9         | Christine Sonali Merrill | Sri Lanka      | 57.15 | SB         |

### Semifinaler
Semifinalerna ägde den 6 augusti.

#### Heat 1
| Placering | Idrottare        | Nation     | Tid   | Noteringar |
| --------- | ---------------- | ---------- | ----- | ---------- |
| 1         | Natalja Antiuch  | Ryssland   | 53,33 | Q, SB      |
| 2         | Zuzana Hejnová   | Tjeckien   | 53.62 | Q, SB      |
| 3         | T'erea Brown     | USA        | 54.21 | q, SB      |
| 4         | Élodie Ouedraogo | Belgien    | 55.20 | SB         |
| 5         | Nickiesha Wilson | Jamaica    | 55.77 |            |
| 6         | Hayat Lambarki   | Marocko    | 56.18 |            |
| 7         | Vera Barbosa     | Portugal   | 56.27 |            |
| 8         | Lauren Boden     | Australien | 56.66 |            |

#### Heat 2
| Placering | Idrottare            | Nation         | Tid   | Noteringar |
| --------- | -------------------- | -------------- | ----- | ---------- |
| 1         | Lashinda Demus       | USA            | 54,08 | Q          |
| 2         | Kaliese Spencer      | Jamaica        | 54.20 | Q          |
| 3         | Perri Shakes-Drayton | Storbritannien | 55.19 |            |
| 4         | Hanna Jarosjtjuk     | Ukraina        | 55.51 |            |
| 5         | Irina Davidova       | Ryssland       | 55.86 |            |
| 6         | Sara Petersen        | Danmark        | 56.21 |            |
| 7         | Anna Jesień          | Polen          | 56.28 |            |
| 8         | Sarah Wells          | Kanada         | 56.71 |            |

#### Heat 3
| Placering | Idrottare            | Nation         | Tid   | Noteringar |
| --------- | -------------------- | -------------- | ----- | ---------- |
| 1         | Muizat Ajoke Odumosu | Nigeria        | 54,40 | Q, NR      |
| 2         | Georganne Moline     | USA            | 54.74 | Q          |
| 3         | Denisa Rosolova      | Tjeckien       | 54.87 | q          |
| 4         | Hanna Titimets       | Ukraina        | 55.10 |            |
| 5         | Jelena Tjurakova     | Ryssland       | 55.70 |            |
| 6         | Melaine Walker       | Jamaica        | 55.74 |            |
| 7         | Eilidh Child         | Storbritannien | 56.03 |            |
| 8         | Satomi Kubokura      | Japan          | 56.25 |            |

### Final
Finalen hölls den 8 augusti.
| Placering | Bana | Idrottare            | Nation   | Tid   | Noteringar |
| --------- | ---- | -------------------- | -------- | ----- | ---------- |
| 1         | 5    | Natalja Antiuch      | Ryssland | 52,70 | WL, SB     |
| 2         | 7    | Lashinda Demus       | USA      | 52,77 | SB         |
| 3         | 4    | Zuzana Hejnová       | Tjeckien | 53,38 | SB         |
| 4         | 9    | Kaliese Spencer      | Jamaica  | 53,66 | SB         |
| 5         | 8    | Georganne Moline     | USA      | 53,92 | SB         |
| 6         | 2    | T'erea Brown         | USA      | 55,07 |            |
| 7         | 3    | Denisa Rosolová      | Tjeckien | 55,27 |            |
| 8         | 6    | Muizat Ajoke Odumosu | Nigeria  | 55,31 |            |